# Elements of Life: Remixed
Elements of Life: Remixed es el sexto álbum álbum en solitario del productor de trance Tiësto. Este es su segundo álbum de remix después de Just Be: Remixed. Las canciones de este álbum son los remixes de las pistas de su álbum de estudio, Elements of Life. 
El álbum tenía un lanzamiento programado para el 29 de enero de 2008 en su versión internacional. Sin embargo, el lanzamiento oficial del mismo fue postergado para el 28 de abril de 2008.

## Pistas anunciadas

### Remixes
Inicialmente, se anunció que el álbum tendría un contenido total de 12 a 15 pistas. Algunos remixes de las pistas de Elements of Life, que fueron revelados y que podrían haber sido incluidos o no en el álbum final, fueron los siguientes:  
1. "Ten Seconds Before Sunrise"  (First State Remix) - 7:44
2. "Everything" feat. JES  (Cosmic Gate Remix) - 7:53
3. "Do You Feel Me" feat. Julie Thompson  (Roger Martinez Remix) - 5:08
4. "Carpe Noctum"  (Fire Element Remix) - 5:48
5. "Driving To Heaven"  (Mat Zo Remix) - 7:10
6. "Sweet Things" feat. Charlotte Martin  (Tom Cloud Remix) - 6:25
7. "Bright Morningstar"  (Andy Duguid Remix) - 7:36
8. "Break My Fall" feat. BT  (Adam Kay + Pettigrew + Soha Remix) - 7:56  [n. 1]
9. "Break My Fall" feat. BT  (Richard Durand Remix) - 5:23
10. "In The Dark" feat. Christian Burns  (Dirty South Remix) − 5:49
11. "In The Dark" feat. Christian Burns  (Shiny Toy Guns Remix)  [n. 1]
12. "Dance4life" feat. Maxi Jazz  (Sander van Doorn Remix) - 7:35  [n. 1]
13. "Dance4life"  (Fonzerelli Remix) - 6:17
14. "Elements Of Life"  (Alex Kunnari Remix) - 6:33
15. Remix desconocido de John Dahlback [n. 1]

### Bonus track
- "No More Heroes" (con Blue Man Group) - 6:23[n. 2]

## Pistas confirmadas

### Remixes
El 3 de abril de 2008 se confirmaron oficialmente los remixes que irían dentro del álbum final y definitivo. La lista de pistas del álbum es la siguiente:  
1. "Ten Seconds Before Sunrise"  (First State Remix) - 7:44
2. "Everything" feat. JES  (Cosmic Gate Remix) - 7:53
3. "Do You Feel Me" feat. Julie Thompson  (Roger Martinez Remix) - 5:08
4. "Carpe Noctum"  (Fire Element Mix) - 5:48
5. "Driving To Heaven"  (Mat Zo Remix) - 7:10
6. "Sweet Things" feat. Charlotte Martin  (Tom Cloud Remix) - 6:25
7. "Bright Morningstar"  (Andy Duguid Remix) - 7:36
8. "Break My Fall" feat. BT  (Richard Durand Remix) - 5:23
9. "In The Dark" feat. Christian Burns  (Dirty South Remix) - 5:49
10. "Dance4Life" feat. Maxi Jazz  (Fonzerelli Remix) - 6:17
11. "Elements Of Life"  (Alex Kunnari Remix) - 6:33

### Bonus track
- "No More Heroes" (con Blue Man Group) - 6:23[n. 2]

### Bonus remixes
El 17 de abril de 2008, previamente a la disponibilidad física del álbum, el sitio web de Black Hole Recordings lanzó al mercado una edición exclusiva del mismo, la cual puede ser descargada digitalmente. La edición exclusiva tiene cuatro remixes adicionales, los cuales son los siguientes:  
1. "Ten Seconds Before Sunrise"  (First State's A Global Taste Remix) - 9:32
2. "Carpe Noctum"  (DJ Preach Remix) - 7:50
3. "Dance4Life" feat. Maxi Jazz  (Sander Van Doorn Remix) - 7:35
4. "Elements Of Life"  (Airbase Remix) - 8:12